# Amoni azide
Amoni azua là một hợp chất hóa học có công thức {\displaystyle {\ce {NH4N3}}} hoặc {\displaystyle N_{4}H_{4}}, là muối của amonia và axit hydrazoic. Giống như các azua vô cơ khác, muối tinh thể không màu này là một chất nổ mạnh. Nếu chúng ta hít phải một lượng nhỏ amoni azua thì sẽ gây đau đầu, tức ngực. Nó được Theodor Curtius điều chế lần đầu tiên vào năm 1890, cùng với các muối azua khác.
Thành phần phần trăm (theo khối lượng) của nguyên tố nitơ trong amoni azua chiếm 93%. Nó là một đồng phân của tetrazene.

## Phương trình điều chế

### Phương trình 1
| +{\displaystyle {\ce {->}}}+ |
| ---------------------------- |

### Phương trình 2
| 2 + 4{\displaystyle {\ce {->}}}2+ |
| --------------------------------- |